# Zeiringit
Zeiringit ist eine blaufarbige Varietät des Minerals Aragonit, welcher als Sinterbildung in der Nähe von Kupfervorkommen auftaucht. Mikroskopische Einschlüsse von Aurichalcit färben den Aragonit in diversen blauen Farbtönen und verursachen in vielen Fällen einen (sonst für Aragonit unüblichen) seidigen Schimmer.

## Vorkommen und Verwendung
Das Mineral bildet recht dicke Schichten und Tropfsteine in Höhlungen, über denen Zink und Kupfer gemeinsam vorkommen.
Aufgrund der schönen Farbe wird er oft als Schmuckstein und zur Herstellung von Ziergegenständen verwendet. Heute ist der blaue Aragonit selten geworden. Der ursprüngliche Fundort in Oberzeiring (Steiermark) wurde inzwischen ausgebeutet, und auch die später entdeckten Fundorte in Laurion (Griechenland) und Japan ließen lang nichts mehr von sich hören.
So schnell wie der Stein in Mode gekommen ist, so schnell verschwand er auch wieder. Der Name Zeiringit ist inzwischen fast völlig unbekannt. Dass Aragonit auch blau sein kann, steht auch nur noch in wenigen Quellen.